# برنج طلایی

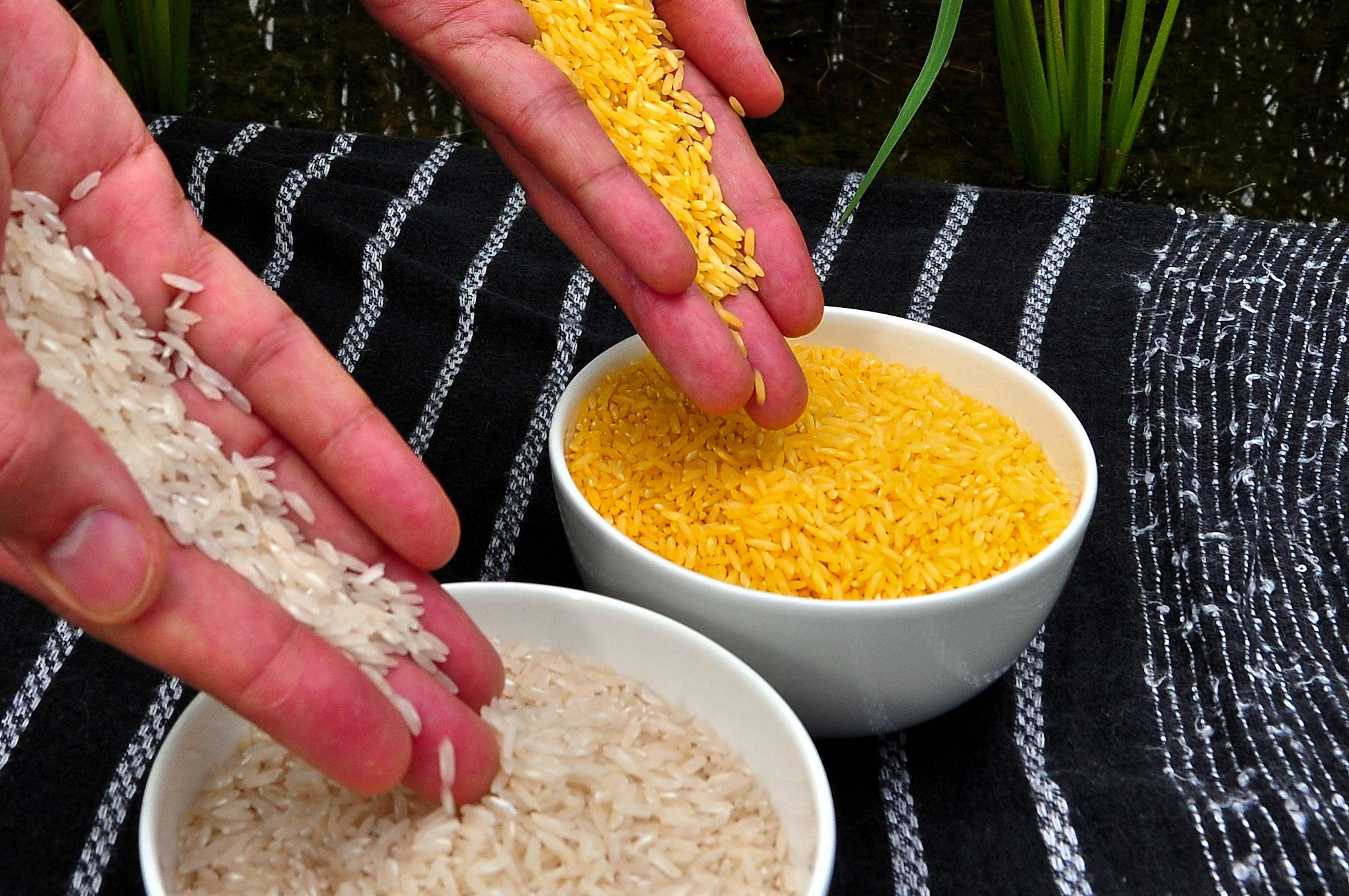
فرق برنج معمولی با برنج طلایی

برنج طلایی گونه‌ای از برنج می‌باشد. این گونه از دورگه شدن، که روشی قدیمی در کشاورزی برای ایجاد گونه‌های جدید می‌باشد به دست نیامده است؛ بلکه از طریق مهندسی ژنتیک ساخته شده‌است. این گونه، بتا کاروتن، که رنگی نارنجی دارد و پیش ساز ویتامین اِی هست را در قسمت‌های خوراکی تولید و ذخیره می‌کند. به همین علت دانه‌های آن رنگ طلایی دارند.
گونه ای تراژن از گیاه برنج می‌باشد که در ژنوم خود دو ژن از گیاه نرگس و یک ژن از نوعی باکتری موجود در خاک دارد.